# تاکوما ساتو
تاکوما ساتو (انگلیسی: Takuma Sato؛ زاده ۲۸ ژانویهٔ ۱۹۷۷) یک اتوموبیل‌ران فرمول ۱ اهل ژاپن است.